# Ваксенбурггемайнде
Ваксенбурггемайнде (нем. Wachsenburggemeinde) — упразднённая община в Германии, в земле Тюрингия. С 1 января 2013 года вошла в состав общины Ихтерсхаузен.
Входила в состав района Ильм. Население составляло 2514 человек (на 31 декабря 2010 года). Занимала площадь 31,99 км².
Община подразделялась на 5 сельских округов.

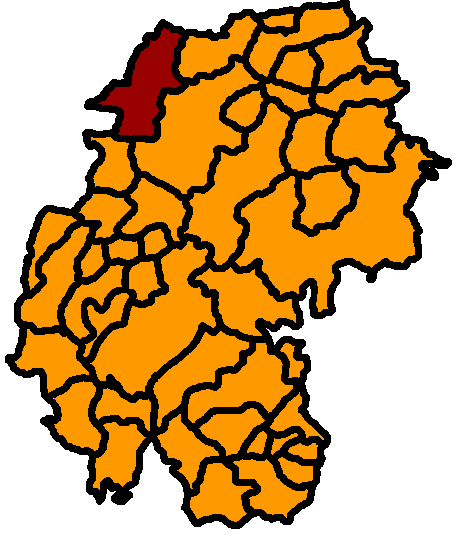